# تشيهارو كاواي
تشيهارو كاواي (باليابانية: 川合千春؛ بالكانا: かわい ちはる) هي مؤدية صوت وممثلة يابانية، ولدت في 22 أبريل 1973 في هاكوداته في اليابان.

## وصلات خارجية
- الموقع الرسمي